# Muzeum Pamięci Shoah w Paryżu
Muzeum Pamięci Shoah w Paryżu – istniejące od stycznia 2005 muzeum położone w IV okręgu paryskim, w Le Marais, gromadzące zbiory związane z historią Żydów w czasie II wojny światowej. Obok ekspozycji, w placówce funkcjonuje również centrum dokumentacji, zbierające dokumenty obrazujące realizację planu zagłady Żydów.

## Ściana Nazwisk
Jedną z części kompleksu upamiętniającego francuskich Żydów-ofiary Holokaustu jest Mur Nazwisk (fr. Mur des Noms), na którym zapisane zostało 76 tys. imion i nazwisk oraz dat urodzenia Żydów, którzy zostali wywiezieni z Francji i zginęli w obozach zagłady. Wśród nich jest 11 tys. dzieci. Do budowy ściany wykorzystano kamienie przywiezione z Jerozolimy. W czasie tworzenia Ściany zapisywano na niej nazwiska w chronologicznej kolejności wywózek, obecnie, w miarę poznawanie kolejnych personaliów ofiar są one dopisywane na końcu listy.

## Ściana Sprawiedliwych
Drugi pomnik w formie ściany upamiętnia Francuzów, którzy otrzymali tytuł Sprawiedliwego wśród Narodów Świata, porządkowanych w kolejności otrzymywania tytułu. Ściana, na której wypisane zostały 2693 nazwiska, istnieje od 14 czerwca 2006.

## Ekspozycje
W budynku muzeum znajduje się biblioteka i księgarnia udostępniające publikacje poświęcone historii Żydów, antysemityzmu i nazizmu. Właściwa wystawa muzealna położona jest w podziemnej krypcie. Nad wejściem do niej gwiazda Dawida symbolizuje 6 milionów żydowskich ofiar II wojny światowej. Na wystawie zgromadzone są eksponaty związane z wojennymi losami Żydów, osobna jej część przedstawia przykłady nazistowskiej propagandy antysemickiej. Osobny pomnik upamiętnia los zamordowanych dzieci żydowskich.